# 卡达尔萨克
卡达尔萨克（法語：Cadarsac，法語發音：[kadaʁsak]）是法国吉伦特省的一个市镇，属于利布尔讷区。

## 地理
卡达尔萨克（44°51'38"N, 0°17'10"W）面积2.28 平方千米，位于法国新阿基坦大区吉倫特省，该省份为法国西南部沿海省份，是法國本土面积最大的省，北起滨海夏朗德省，西临大西洋，南至朗德省，东南接洛特-加龍省，东临多爾多涅省。
与卡达尔萨克接壤的市镇（或旧市镇、城区）包括：阿韦尔、热尼萨克、内里让。

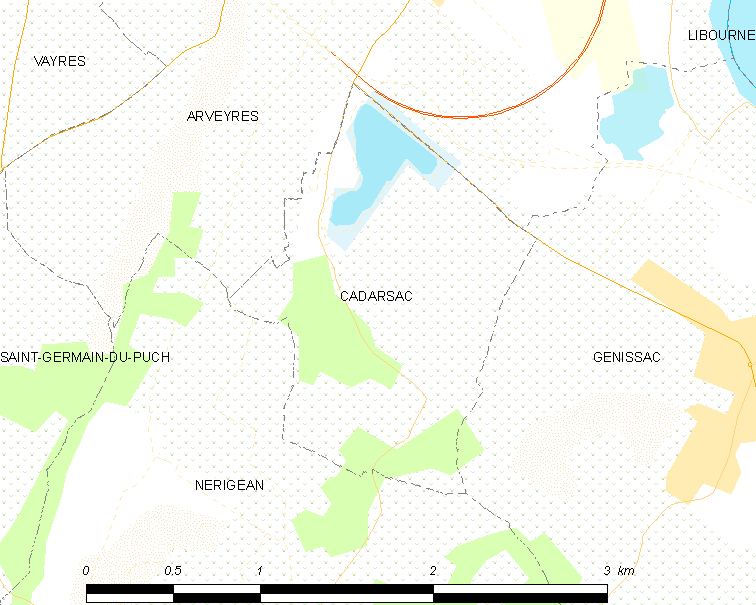
卡达尔萨克的OSM定位图

卡达尔萨克的时区为UTC+01:00、UTC+02:00（夏令时）。

## 行政
卡达尔萨克的邮政编码为33750，INSEE市镇编码为33079。

## 政治
卡达尔萨克所属的省级选区为勒利布尔奈-弗龙萨代县。

## 人口

1962-2008年间卡达尔萨克人口变化图示

卡达尔萨克于2022年1月1日时的人口数量为345人。